# Khanyi Mbau
Khanyisile Mbau (Soweto, 15 de octubre de 1985), conocida profesionalmente como Khanyi Mbau, es una actriz y presentadora sudafricana. Nacida y criada en Soweto, Mbau logró el reconocimiento en su país con su participación en la serie Muvhango (2004-2005). Otras de sus apariciones destacadas incluyen las producciones para televisión Mzansi y After Nine. En 2018 se convirtió en la presentadora del programa de variedades sudafricano The Scoop. Su primera participación en el cine de su país ocurrió en 2016 en la producción Happiness Is a Four-letter Word. En 2019 produjo y protagonizó el largometraje Red Room.

## Filmografía

### Cine y televisión
|             | Título                                       | Papel              |
| ----------- | -------------------------------------------- | ------------------ |
| 2019        | Red Room                                     | Zama Marawa        |
| 2019        | The Scoop                                    | Presentadora       |
| 2014 -20    | Katch It With Khanyi                         | Presentadora       |
|             | After 9                                      | Zee                |
| 2018        | Isithembiso                                  | Ella misma         |
| 2015 - 2016 | Ashes to Ashes                               | Pinki              |
|             | aYeYe                                        | Thenjiwe           |
|             | Check - Coast                                |                    |
|             | eKasi: Our Stories                           | Thabiso/Thandisiwe |
|             | I Am                                         | Ella misma         |
|             | Like Father Like Son                         | Sindisiwe Sibeko   |
|             | Muvhango                                     | Doobsie            |
| 2018 - 2019 | Uzalo                                        | Dinekile           |
|             | My perfect Family                            | Ella misma         |
|             | Mzansi                                       | Mbali              |
|             | Mzansi Love - Kasi Love                      | Kgomotso           |
|             | Mzansi Love - Big City Love                  | Lebo Kgosi         |
|             | Reality Check                                | Ella misma         |
|             | Scandal                                      | Katlego            |
|             | Skwizas                                      | Mimi               |
|             | Strictly Come Dancing                        | Ella misma         |
|             | The Close Up                                 | Ella misma         |
|             | The Comedy Central Roast                     | Ella misma         |
|             | The Lab                                      | Kgomotso/Busi      |
|             | The South African Film and Television Awards | Presentadora       |
|             | The South African Music Awards               | Presentadora       |
|             | Tropika Island of Treasure - Thailand        | Ella misma         |
|             | Turn it Out - Street Battle                  | Ella misma         |